# Spree
El río Spree  (en sorbio: Sprjewja; en checo: Spréva), o Esprea en fuentes antiguas, es un río del este de Alemania (estados de Sajonia, Brandeburgo y Berlín) , que en dos lugares, en sus nacientes, atraviesa brevemente el territorio de la República Checa (en la región de Šluknovské Víběžek). Tiene una longitud de 403 km. y se comunica por medio de canales navegables con el mar Báltico.
El río nace en los montes de Lusacia, cerca de la frontera entre Alemania y la República Checa y fluye hacia el norte atravesando la capital alemana, donde confluye con el Havel (afluente a su vez del Elba), del que es su mayor afluente. En Berlín se ensancha formando un puerto fluvial y serpentea por buena parte de la ciudad siendo el marco a varios de los edificios más emblemáticos. Entre Cottbus y Lübben (Spreewald) se divide en un sistema de canales de navegación que dan origen a una región boscosa y pantanosa.
A partir de la reunificación alemana iniciada en la década de 1990, el Spree ha recobrado importancia para Berlín. Así el atractivo para la creación nuevas áreas urbanizables en su curso y el desarrollo turístico de excursiones en bote se han visto incrementados.
Por otra parte, desde 2019 las aguas del Spree abastecen al Cottbuser Ostsee, el lago artificial más grande de Alemania.

## El río en Berlín

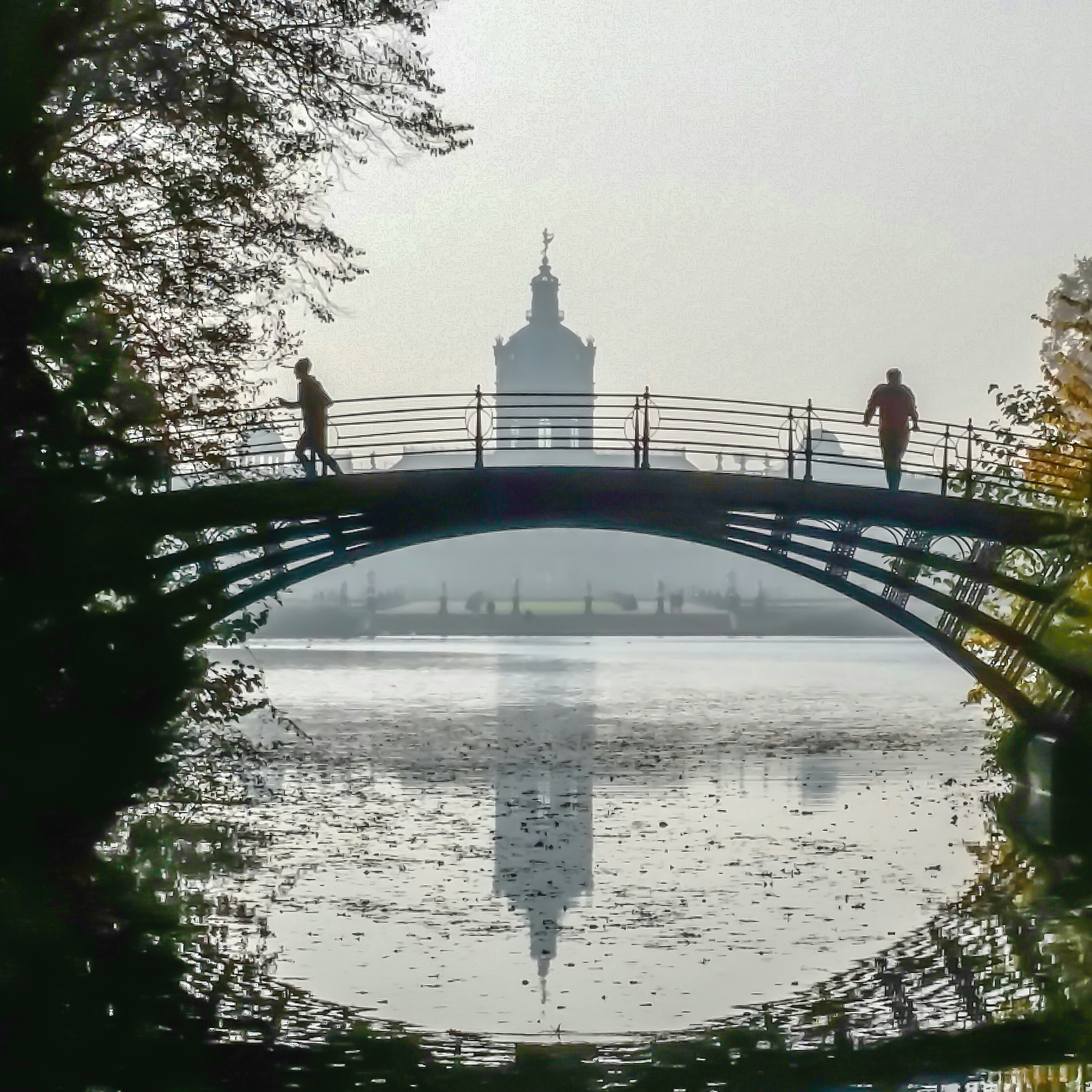
El estanque del palacio de Charlottenburg fue creado para tener acceso en barco al Esprea.

### Historia
Alrededor de 1150, cuando Alberto el Oso tomó el control de lo posteriormente sería el Margraviato de Brandeburgo, los primeros edificios aparecieron en los terrenos de la actual Plaza del Palacio en la isla del Spree. El área era pantanosa en ese momento y estaba rodeada por varias ramificaciones pequeñas del río. Posteriormente, aún en la Edad Media, el valle del río Spree, entre los entonces pueblos de Köpenick y Spandau, se fundaron Cölln en la isla Spree y Berlín en la orilla del norte. Sin embargo, no está claro cuándo se creó la primera conexión permanente sobre el río en este sector.
En 1432, los dos asentamientos se unieron para poder formar un solo distrito administrativo. Sin embargo, diez años después se separaron permaneciendo así hasta 1709. Tras unirse nuevamente, la ciudad unificada paso a llamarse Berlín, y fue el centro político de Brandeburgo, Prusia y el Imperio alemán fundado en 1871.
El curso del río fue escenario de combates durante la batalla de Berlín en la II Guerra Mundial. Durante el conflicto, el comandante alemán Helmuth Weidling quien estaba al mando de las defensas de la ciudad, gestionó la apertura de las compuertas del río con el objetivo de inundar los túneles del metro, buscando evitar que el enemigo pudiese atacar a través de ellos.
En las décadas siguientes y tras la construcción del Muro de Berlín, muchos habitantes de Berlín Este intentaron escapar cruzando el río. El recorrido del muro entre los puentes Oberbaum y Schilling en la frontera entre los distritos Friedrichshain (antiguamente Berlín Oriental) y Kreuzberg (antiguamente Berlín Occidental), no coincidía con la ubicación del muro exterior. En este segmento, la superficie del agua del Spree pertenecía en todo su ancho a Berlín Oriental.

### Aspectos medioambientales y urbanísticos
En Köpenick, en la parte sureste de Berlín, al Esprea se le une uno de sus afluentes: el río Dahme. El curso final del Spree es el más conocido, fluyendo a través del centro de la ciudad de Berlín para unirse al río Havel en Spandau, uno de los distritos occidentales de Berlín. En el sur de la ciudad, el parque público Treptower Park es atravesado por el Spree, y acoge el Memorial soviético para los soldados caídos del Ejército Rojo durante la II Guerra Mundial. Siguiendo su curso, se puede observar el Mercedes-Benz Arena, una superficie multifuncional inaugurada en 2008 en la que hasta 17 000 espectadores pueden reunirse para ver espectáculos, y luego de unas horas es posible convertirlo en un palacio de los deportes. No lejos de allí, se decidió conservar una sección de 1,3 km del muro de Berlín a lo largo del Spree con el fin de albergar la East Side Gallery.
Por otra parte, la asociación Fluss-bad Berlin es un proyecto creado en 2012 que tiene como horizonte hacer del Spree un río en el que se pueda nadar. Los responsables de la iniciativa organizan anualmente una carrera en el río para promover el nado y el uso de sistemas de depuración de aguas.

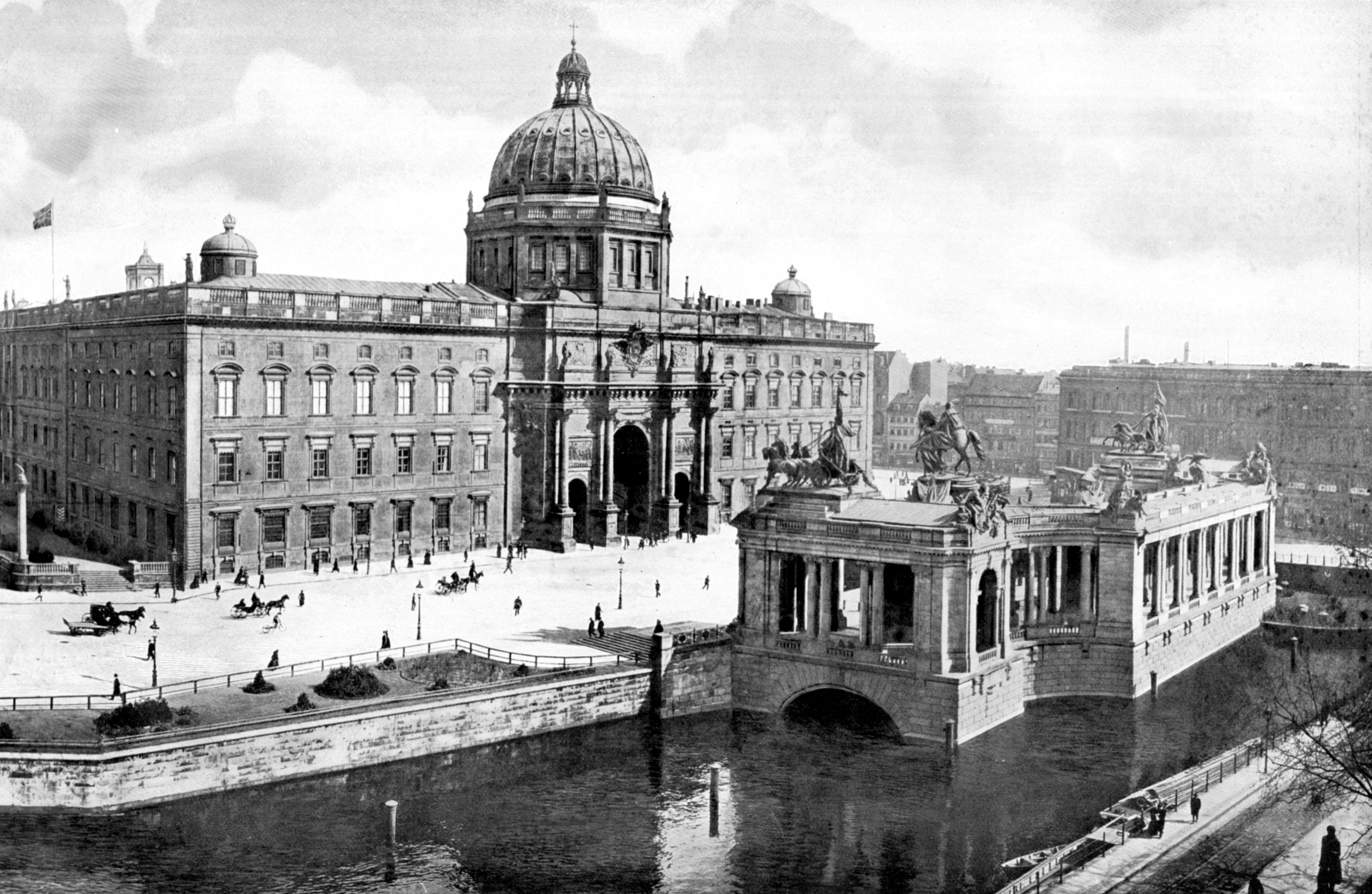
El Palacio Real y el monumento a Guillermo I en 1900.

#### Berlín-Mitte

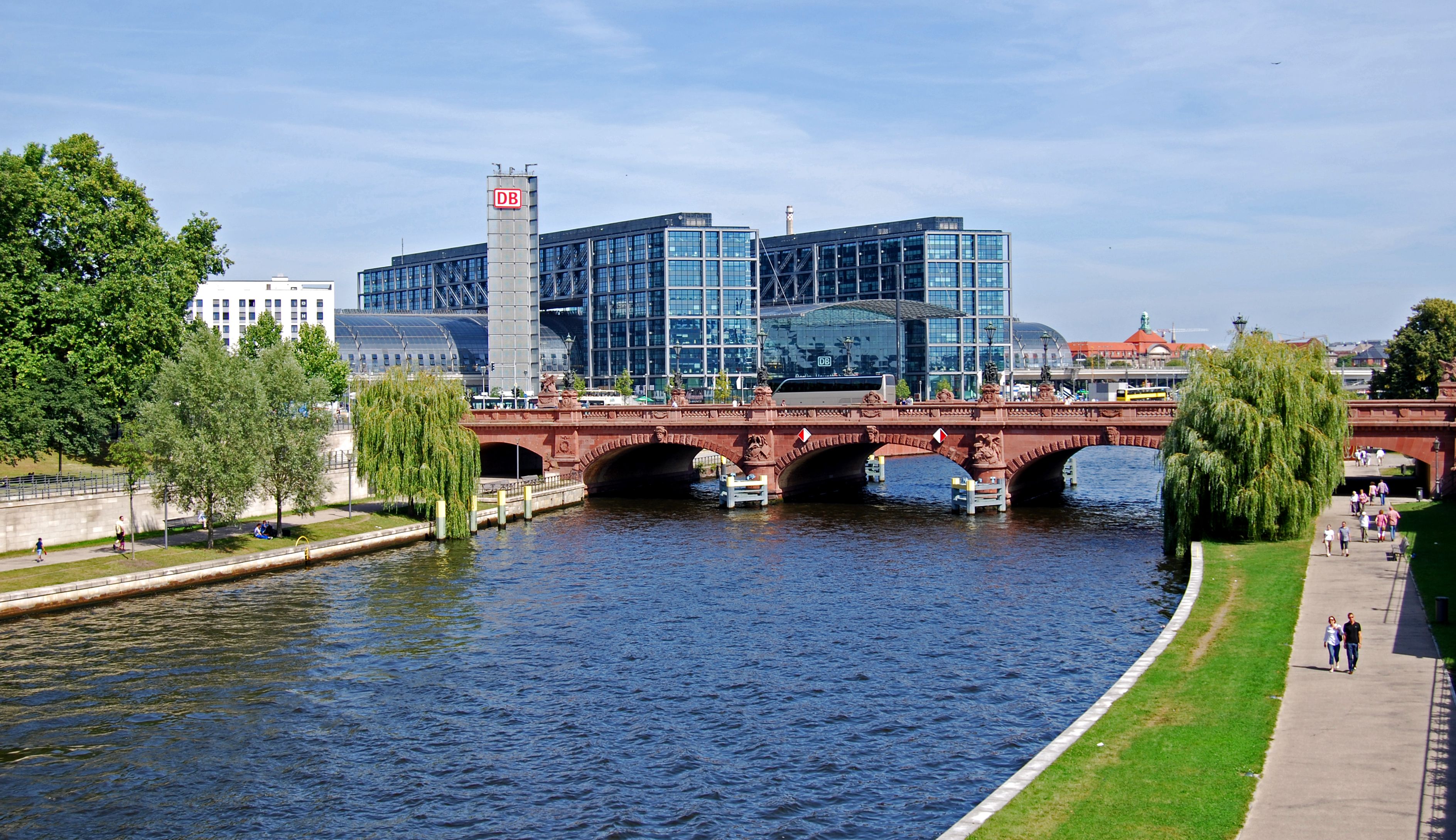
Semanas antes del inicio de la Copa Mundial de Fútbol de 2006 se inauguró la Estación Central de Berlín, la más grande estación de trenes de Europa.

En su curso por Berlín-Mitte, el río forma la isla del Spree, cuya parte septentrional es denominada Isla de los Museos (Museumsinsel), con su colección de cinco museos principales. Además incluye la catedral de Berlín (Berliner Dom), el Palacio Real, y el Neuer Marstall entre otros edificios.
Después de la reunificación alemana, los líderes políticos decidieron establecerse en Berlín, y el Regierungsviertel (distrito gubernamental) fue erigido en un meandro del río cerca del Humboldthafen. Los edificios del gobierno forman una unión por encima del río Spree, conectando de forma simbólica Oriente y Occidente se unen de forma simbólica mediante el puente Unión de la Federación. Las oficinas que albergan los servicios parlamentarios se encuentran en Jakob-Kaiser-Haus, Paul-Löbe-Haus y Marie-Elisabeth-Lüders-Haus ubicados cerca del Edificio del Reichstag. Ello ha dado un simbolismo político al sector por lo que los corresponsales de las cadenas de televisión suelen enviar sus crónicas desde la orilla del río, frecuentemente con el Reichstag como fondo.
En el mismo sector, la nueva Cancillería inaugurada en 2001 forma un complejo construido íntegramente en hormigón blanco. Entonces el canciller Gerhard Schröder recordó que en el mismo lugar, durante la Alemania nazi, el gobierno había proyectado construir la Welthauptstadt Germania, capital del imperio que debía durar mil años. En esa nueva ciudad, Adolfo Hitler y a su arquitecto Albert Speer, planeban erigir el Volkshalle (pabellón del pueblo), coronado por la mayor cúpula del mundo.
Por su parte, desde 1994 el palacio de Bellevue ubicado en medio del parque Tiergarten es la residencia oficial del presidente de Alemania.

### Turismo
Los atractivos turísticos del río contribuyeron a que Berlín fuese la tercera ciudad más visitada de la Unión Europea a comienzos de los años 2010.